# Губернатор Род-Айленда
Губернатор штата Род-Айленд (англ. Governor of the State of Rhode Island) — глава исполнительной власти и главнокомандующий Национальной гвардией Род-Айленда. Род-Айленд — один из немногих штатов, в котором в настоящее время нет губернаторского особняка или другой официальной резиденции главы штата.
Должность была учреждена в 1775 году, первым губернатором был Николас Кук. Действующим губернатором со 2 марта 2021 года является демократ Дэниел Макки. Кандидат на пост губернатора должен быть не моложе 18 лет, жить в Род-Айленде не менее 30 дней, быть зарегистрированным избирателем в штате и гражданином США.